# Альтовий кларнет
Альтовий кларнет (італ. clarinetto alto; нім. Altklarinette; англ. Alto clarinet) — язичковий дерев'яний духовий музичний інструмент, різновид кларнета.

## Історія
Винахід альт-кларнета приписано Івану Мюллеру та Генріху Гренсеру. Мюллер виступав у 1809 році на альт-кларнеті з шістнадцятьма клавішами у тоні F в той час, коли на сопрано-кларнеті зазвичай було не більше 10-12 клавіш. Незабаром після цього був розроблений революційний тринадцятиклавішний сопрано-кларнет Мюллера.
Альт-кларнет, можливо, був винайдений в Америці. Так Метрополітен-музей має фагот альт-кларнета в E♭, який приписується анонімному американському продюсеру близько 1820 року. Цей інструмент має велику схожість з «патентними марками» (бас-кларнета), які були зроблені приблизно в 1810 році Джорджем Кетліном з Гартфорда, штат Коннектикут, і його учнями. Пізніше, в Європі, Адольф Сакс зробив помітні поліпшення в альт-кларнеті.

## Характеристика
Це транспонуючий інструмент в строї E♭, але зустрічаються і інструменти в строї F (у XIX столітті в E), зроблені в Європі, які теж називають кларнетом. Він більший за кларнет, але менший за бас-кларнет, на яким він більше схожий за формою, маючи пряме стовбур та вигнутий металевий розтруб. Стовбур виготовляється із дальбергії або іншої деревини, твердої гуми або пластику, має вигнуту шию і дзвін з металу. 
Найбільше альтовий кларнет також дуже схожий на бассетгорн, але зазвичай відрізняється за трьома ознаками: має на тон нижчий стрій, не має додаткових нот у нижньому діапазоні, і має дещо ширший стовбур.
Діапазон альт-кларнета (за звучанням) - G або G♭2 до E♭2, верхня межа залежить від майстерності виконавця. Ноти записуються у скрипковому ключі.
Більшість сучасних альтових кларнетів, як і інші інструменти цього класу, мають клапанний механізм системи Бема або Ойлера. Як правило у альт-кларнета є додатковий клапан, що дозволяє видобувати низьку E♭, а також клапан невеликого розміру, що контролюється вказівним пальцем лівої руки, відкриття якого допомагає видобувати звуки у верхньому регістрі.